# آی‌ان‌اس کرنج (اس۲۱)
آی‌ان‌اس کرنج (اس۲۱) (به انگلیسی: INS Karanj (S21)) یک زیردریایی بود که طول آن ۹۱٫۳ متر (۲۹۹ فوت ۶ اینچ) بود. این زیردریایی در سال ۱۹۶۸ ساخته شد.